# Van Halen (альбом)
Van Halen — перший альбом американського рок-гурту Van Halen.
Альбом був записаний в 1977 році і випущений в лютому 1978 року. Кількість його копій проданих у Сполучених штатах перевищила 10 млн. Він є однією з найбільш успішних дебютних платівок в історії хард-рок-гуртів. Разом з альбомом 1984, альбом Van Halen було сертифіковано платиновим.
Van Halen встановив нові стандарти для гри на гітарі і породив ціле покоління гітаристів, використовуючи свій неповторний стиль і підхід. Інструментальна композиція Eruption, що увійшла до збірки «Сто найкращих гітарних соло», продемонструвала використання правої руки при грі, зване тепінгом. Це технічне нововведення потрясло світ гітари і миттєво піднесло Едді в ранг одного з найкращих віртуозів рок-гітари.
На обкладинці альбому Едді Ван Гален стоїть зі своєю знаменитою гітарою Франкенстрат, зібраною у гаражі своїх батьків.
У 2003 році, альбом посів 415 місце в списку журналу Rolling Stone «500 найкращих альбомів усіх часів».

## Список композицій
Автор музики і слів Едді Ван Гален, Алекс Ван Гален, Майкл Ентоні і Девід Лі Рот, крім спеціально позначених. 
| Перша сторона | Перша сторона                   | Перша сторона |
| #             | Назва                           | Тривалість    |
| ------------- | ------------------------------- | ------------- |
| 1.            | «Runnin' with the Devil»        | 3:36          |
| 2.            | «Eruption» (Інструментальна)    | 1:43          |
| 3.            | «You Really Got Me» (Рей Девіс) | 2:38          |
| 4.            | «Ain't Talkin' 'bout Love»      | 3:50          |
| 5.            | «I'm the One»                   | 3:47          |

| Друга сторона | Друга сторона               | Друга сторона |
| #             | Назва                       | Тривалість    |
| ------------- | --------------------------- | ------------- |
| 1.            | «Jamie's Cryin'»            | 3:31          |
| 2.            | «Atomic Punk»               | 3:02          |
| 3.            | «Feel Your Love Tonight»    | 3:43          |
| 4.            | «Little Dreamer»            | 3:23          |
| 5.            | «Ice Cream Man» (Джон Брім) | 3:20          |
| 6.            | «On Fire»                   | 3:01          |

## Зміст

### Композиції
- «Jamie’s Cryin»

«Jamie’s Cryin» стала єдиною піснею з альбому, написаною під час роботи в студії.
- «Atomic Punk»

- «Feel Your Love Tonight»

## Учасники запису
- Девід Лі Рот — вокал, акустична гітара в «Ice Cream Man»
- Едді Ван Гален — гітара, бек-вокал
- Майкл Ентоні — бас-гітара, бек-вокал
- Алекс Ван Гален — ударні